# To Love and Be Loved
To Love and Be Loved ist ein Song von Jimmy Van Heusen (Musik) und Sammy Cahn (Text), der 1958 veröffentlicht wurde.
Van Heusen und Cahn schrieben To Love and Be Loved für den Film Verdammt sind sie alle (Originaltitel: Some Came Running, 1958) unter der Regie von Vincente Minnelli. In den Hauptrollen agieren Shirley MacLaine, Dean Martin und Frank Sinatra, der den Song auch vorstellt. Van Heusen und Cahn erhielten für das Lied 1959 eine Oscar-Nominierung in der Kategorie Bester Song.
Im Songtext wird „lieben und geliebt zu werden“ als der Sinn des Lebens beschworen, der „ein trauriges Herz zum Singen bringt und den Vögeln Flügel verleiht“.
Frank Sinatra veröffentlichte den Song 1958 als Single (Capitol F4103, gekoppelt mit dem Song No One Ever Tells You von Carroll Coates und Hub Attwood) und auf seinem Capitol-Album All the Way. Coverversionen des Filmsongs wurden in dieser Zeit auch von Dinah Washington mit dem Hal Mooney Orchestra, Ray Anthony, Dusty Springfield, Jack Jones (Where Love Has Gone, 1964), Jane Morgan (London 45-HLR 8810) und Lem Winchester aufgenommen. Der Pianist Harold Mabern spielte ein gleichnamiges Album ein. Nachdem To Love and Be Loved weitgehend in Vergessenheit geraten war, wurde das Lied 1999 in der New Yorker Revue Our Sinatra: A Musical Celebration von Eric Cornstock dargeboten.